# Corpi (romanzo)
Corpi (A Faint Cold Fear) è il terzo romanzo di Karin Slaughter della serie ambientata nella Contea di Grant a Heartsdale, in Georgia. È stato pubblicato nel 2007.
Il libro è stato tradotto in sedici lingue. In Italia è apparso nel 2004.

## Trama
Uno studente universitario viene trovato con le ossa rotte sotto un ponte. Si tratta di suicidio o di omicidio? Sara Linton, medico legale, si reca con sua sorella Tessa e con Jeffrey Tolliver, capo della polizia di Grant e suo ex marito, sul luogo del ritrovamento del corpo. Tessa scompare dalla scena e viene ritrovata gravemente ferita in un canalone. Iniziano allora le indagini fra studenti e professori universitari, mentre i delitti aumentano e gettano nel panico la cittadina. Si tratta di un serial killer? E la giovane Lena Adams, ex detective e ora guardia giurata all'università, cosa c'entra in tutto questo?

## Edizioni in italiano
- Karin Slaughter, Corpi, traduzione di Luisa Corbetta, Piemme, Casale Monferrato 2004 ISBN 88-384-8182-2
- Karin Slaughter, Corpi, traduzione di Luisa Corbetta, Ed. riservata f. c. Piemme, Casale Monferrato 2004 ISBN 88-384-0529-8
- Karin Slaughter, Corpi, traduzione di Luisa Corbetta, Maestri del thriller 41; Piemme pocket, Casale Monferrato 2005 ISBN 88-384-8770-7
- Karin Slaughter, Corpi, traduzione di Luisa Corbetta, Piemme pocket. Mini pocket Casale Monferrato 2005 ISBN 88-384-8747-2
- Karin Slaughter, Corpi, traduzione di Luisa Corbetta, Piemme, Casale Monferrato 2006 ISBN 88-384-7681-0
- Karin Slaughter, Corpi; L'ultima vedova, traduzione di Anna Ricci e Adria Tissoni, Harper Collins, Milano 2020 ISBN 978-88-6905-898-1
- Karin Slaughter, Corpi: una nuova indagine per Sara Linton, traduzione di Anna Ricci, HarperCollins, Milano 2021 ISBN 978-88-6905-410-5